# Воейков, Владимир Николаевич
Влади́мир Никола́евич Вое́йков (2 (14) августа 1868 — 8 октября 1947) — русский военачальник, приближенный Николая II, дворцовый комендант (1913—1917), генерал-майор Свиты (1909), крупный землевладелец и предприниматель. Деятель российского спортивного движения — почётный председатель первого Российского олимпийского комитета (РОК), председатель Российского общества здравниц и курортов (1915). Написал книгу воспоминаний «С царём и без царя: Воспоминания последнего дворцового коменданта государя императора Николая II», впервые была опубликована в Гельсингфорсе, 1936 год.

## Биография
Родился в семье генерала от кавалерии тамбовского дворянина, помещика Николая Васильевича Воейкова (1832—1898) генерал-адъютанта Императоров Александра II и Александра III и Варвары Владимировны, урождённой Долгоруковой, дочери Московского генерал-губернатора Владимира Андреевича Долгорукова.
Образование получил в Пажеском корпусе, по окончании которого по 1-му разряду 7 августа 1887 года выпущен был корнетом в Кавалергардский полк. С 7 августа 1891 года — поручиком, с 5 апреля 1898 года — штаб-ротмистром и с 6 мая 1901 года — ротмистром. Был командиром эскадрона 5 лет и 1 месяц, затем — заведующим школой воспитания 5 лет и 6 месяцев.
С 13 ноября 1905 года — помощник командира Кавалергардского полка по хозяйственной части, 6 декабря 1905 года произведён в полковники. В 1906 году назначен флигель-адъютантом к Его Императорскому Величеству.

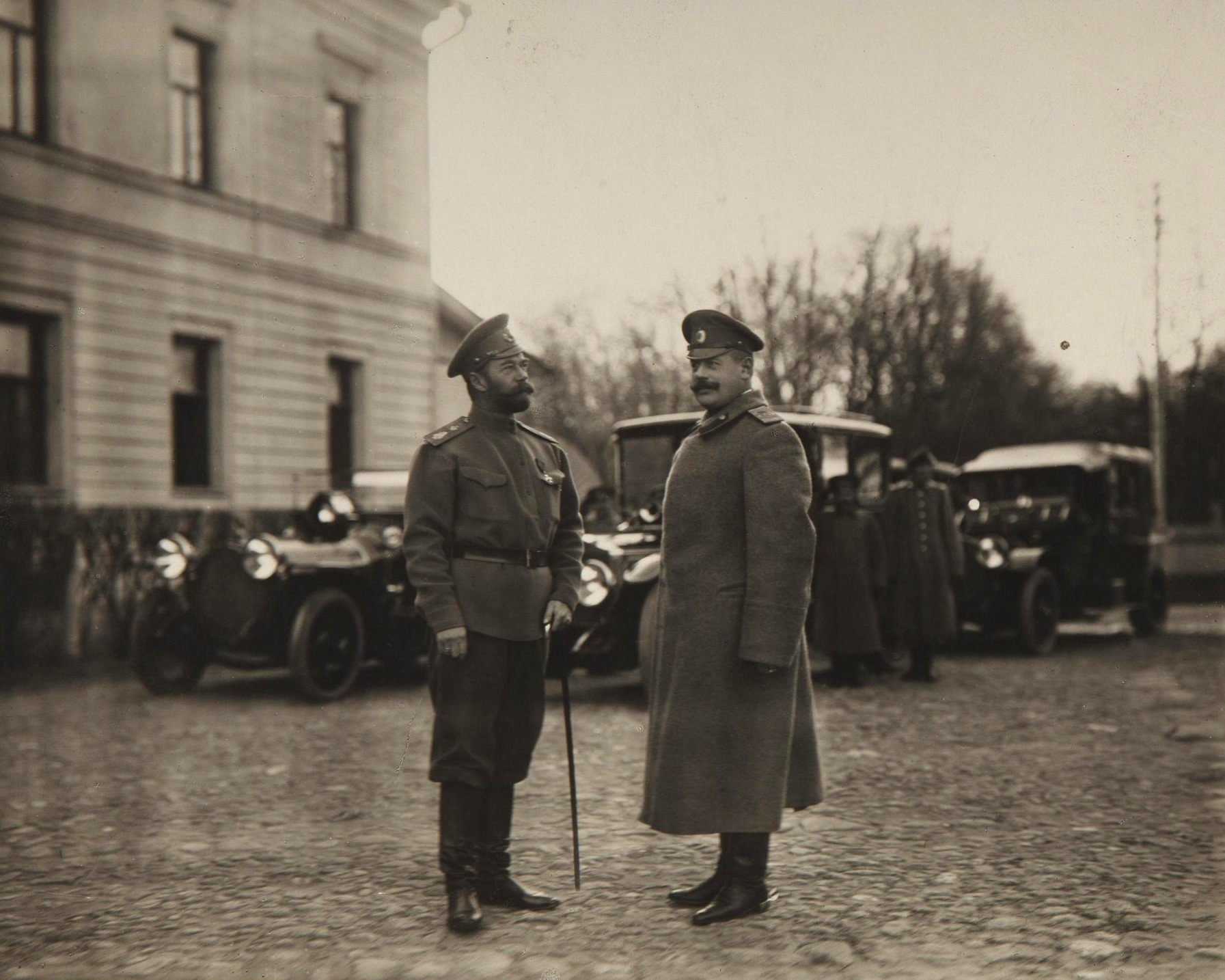
Николай II и В. Н. Воейков в Ставке в Могилёве. 1915—1916 гг.

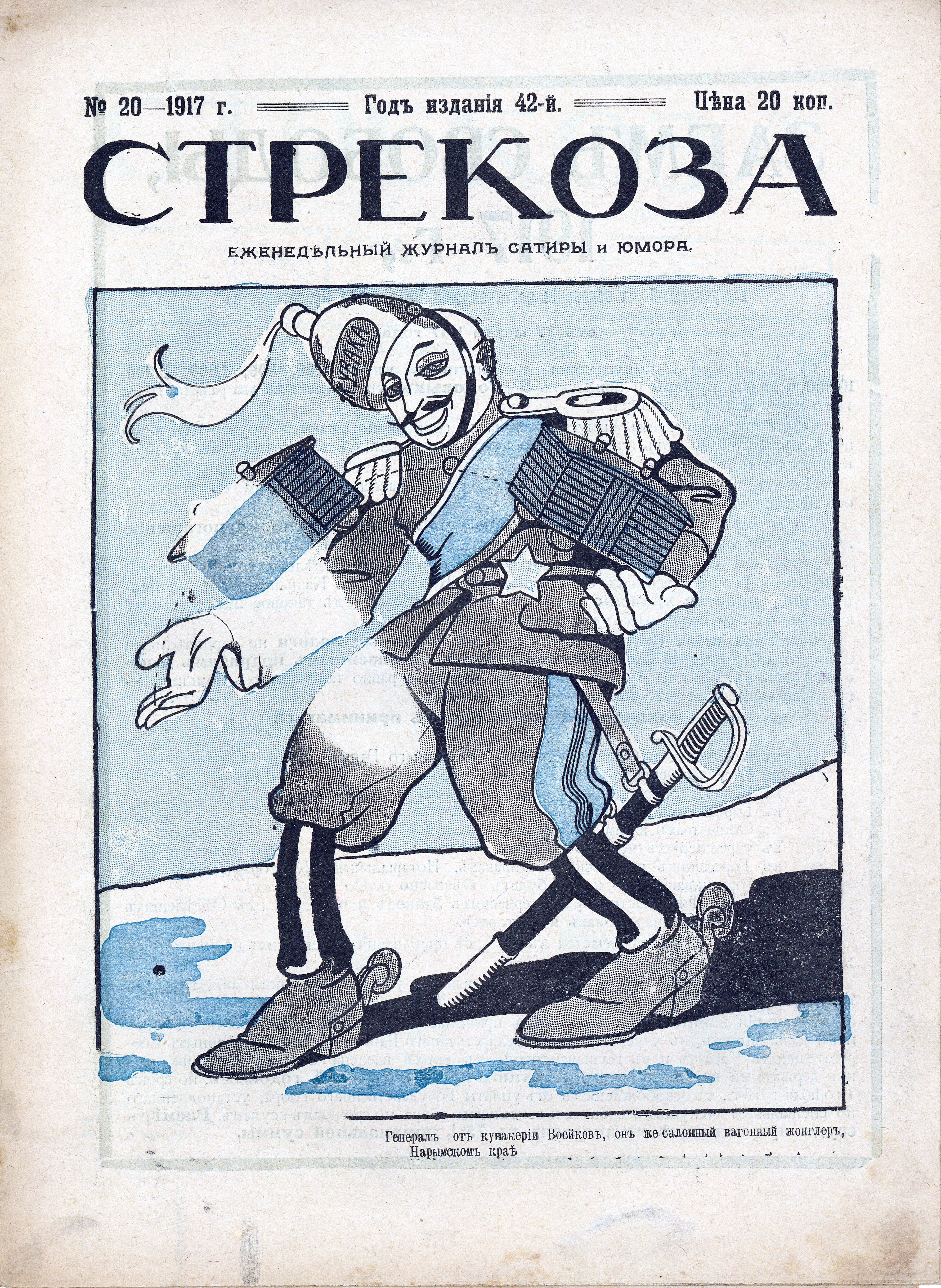
Карикатура на В. Н. Воейкова в журнале «Стрекоза», 1917 год.

С 11 августа 1907 года — командующий лейб-гвардии Гусарским Его Величества полком. 6 декабря 1909 года произведён в генерал-майоры с зачислением в Свиту Его Императорского Величества и утверждён в занимаемой должности. Будучи крестным отцом царевича Алексея, в 1910 году начал строительство его летней резиденции, находившейся вблизи станции Воейковская.
24 декабря 1913 года командир лейб-гвардии Гусарского Его Величества полка, Свиты Его Императорского Величества генерал-майор В. Н. Воейков назначен на должность дворцового коменданта, и в этом качестве являлся одним из ближайших к императору Николаю II лиц. После образования Российского олимпийского комитета был выбран его почётным председателем (1912).
В 1913 году Воейков основал производство по разливу минеральной воды в своём имении Кувака в Пензенской губернии. Производственная мощность завода «Кувака» составляла 100 тыс. бутылок воды (30 тыс. тонн розлива) в год. Имение Воейкова располагалось на территории современного города Каменка. Во время войны добился подряда на поставку своей минеральной воды на фронт и в госпитали, что вызвало громкий общественный скандал.
Во время Февральской революции арестован, содержался под арестом сначала в Таврическом дворце, затем в Петропавловской крепости. Допрашивался Чрезвычайной следственной комиссией Временного правительства. Был выпущен, но летом 1918 года, под угрозой ареста большевиками, притворившись сумасшедшим, скрывался в больнице св. Пантелеймона для душевнобольных, откуда поддерживал связь с родными. В сентябре 1918 года, узнав об аресте жены, бежал в Крым, откуда перебрался в Румынию, а затем в Финляндию, где жил в Териоки на даче доктора Боткина вместе с женой до 1940 или 1946 года. В 1940 (1946) году Воейков с женой покинул Финляндию и переехал в Швецию. Умер 8 октября 1947 года и был похоронен на местном кладбище в пригороде Стокгольма в городке Юрсхольм. Позднее останки В. Н. Воейкова и его жены (скончавшейся в 1950 году) были перезахоронены, их могила находится в городе Кауниайнен (Финляндия).
Написал воспоминания «С царём и без царя», изданы в 1936 году.

## Деятельность
Современники невысоко оценивали Воейкова: так, по воспоминаниям М. М. Осоргина:

Пресловутый Воейков был небольшого роста, с подвижными и надушенными усами, будучи поручиком, он жил в лучшей казённой квартире в казармах, был женат на совершенно безликой дочери министра двора, барона Фредерикса, считался интриганом и самым неприятным по характеру товарищем, но внушал к себе известное почтение своей хозяйственной ловкостью. Главным же свойством этого маленького задорного человека была скупость, доходившая до того, что, несмотря на свое громадное состояние, он умудрился сшить себе офицерское служебное пальто, перекроив и перекрасив свои старые вещи.
 По словам А. А. Мосолова, Воейков был «человек, безусловно, талантливый, не лишен светской любезности и юмора, равно как и придворной ловкости», но, когда из-за своей болезни граф Фредерикс больше не мог его сдерживать, он став дворцовым комендантом, «пользовался своим влиянием и был полным и безответственным распорядителем полиции и первым лицом в окружении государя».
Был попечителем Покрово-Николаевского женского монастыря в селе Вирга (Нижнеломовский уезд), в имении были открыты для крестьянок мастерские по художественному рукоделию, во время Первой мировой войны часть усадьбы была оборудована под лазарет. Современные исследователи склоняются к положительной оценке деятельности Воейкова, находя новые факты и объясняя негативную оценку современников и советской историографии многочисленными мифами, сплетнями и небылицами недоброжелателей и завистников. Его современник — граф А. А. Игнатьев, служивший с Воейковым в Кавалергардском полку, вспоминал, что его отличала «хозяйственная ловкость»:

Решившись извлечь доход даже из полковой церкви, он собрал деньги на её перестройку и лично сидел на стуле посреди полкового двора, продавая строительный хлам от старой церкви"— М. А. Князев. Государственная деятельность В. Н. Воейкова в контексте Российской истории начала XX века.
В 1902 году командир полка В. М. Безобразов выразил письменную и публичную благодарность Воейкову за труды «по перестроению храма», отметив, что «душою всего дела, главным двигателем его был безусловно ротмистр Воейков». Во время русско-японской войны 1904—1905 гг. был председателем Особой комиссии по бесплатному размещению больных и раненых воинов Санкт-Петербургского военного округа при Главном управлении Российского общества Красного Креста. На протяжении всей жизни вёл здоровый образ жизни, занимался спортом, пропагандировал и развивал его как в армии (ввёл систему обучения войск гимнастике, организовывал войсковые спортивные состязания), так и в гражданской сфере (учредил школы, в которых готовили руководителей гимнастики и спорта). В июне 1913 году указом императора Воейков был назначен «Главнонаблюдающим за физическим развитием народонаселения Российской империи».

## Семья
Жена (с 1894 года) — Евгения (Евгения Валентина Жозефина) Владимировна Фредерикс (1867—1950), фрейлина двора (1890); старшая дочь министра Императорского Двора В. Б. Фредерикса. В обществе все называли её Ниной. В июне 1919 года, в дни наступления генерала Н. Н. Юденича на Петроград, была арестована и перевезена в Москву. Содержалась в концлагере в Ивановском монастыре. В 1925 году получила разрешение на выезд из СССР. Вместе с отцом и сестрой выехала в Финляндию. С 1939 года проживала с мужем в Хельсинки. В 1946 году они переехали в Швецию и обосновались в г. Дангерюд. Скончалась в 1950 году и была похоронена рядом с мужем. Позднее их останки были перезахоронены на городском кладбище Кауниайнена в могилу к графу В. Б. Фредериксу.

## Награды
- орден Св. Станислава 3 ст. (1901)
- орден Св. Анны 3 ст. (1904)
- орден Св. Анны 2 ст. (1906)
- Монаршее благоволение (1906)

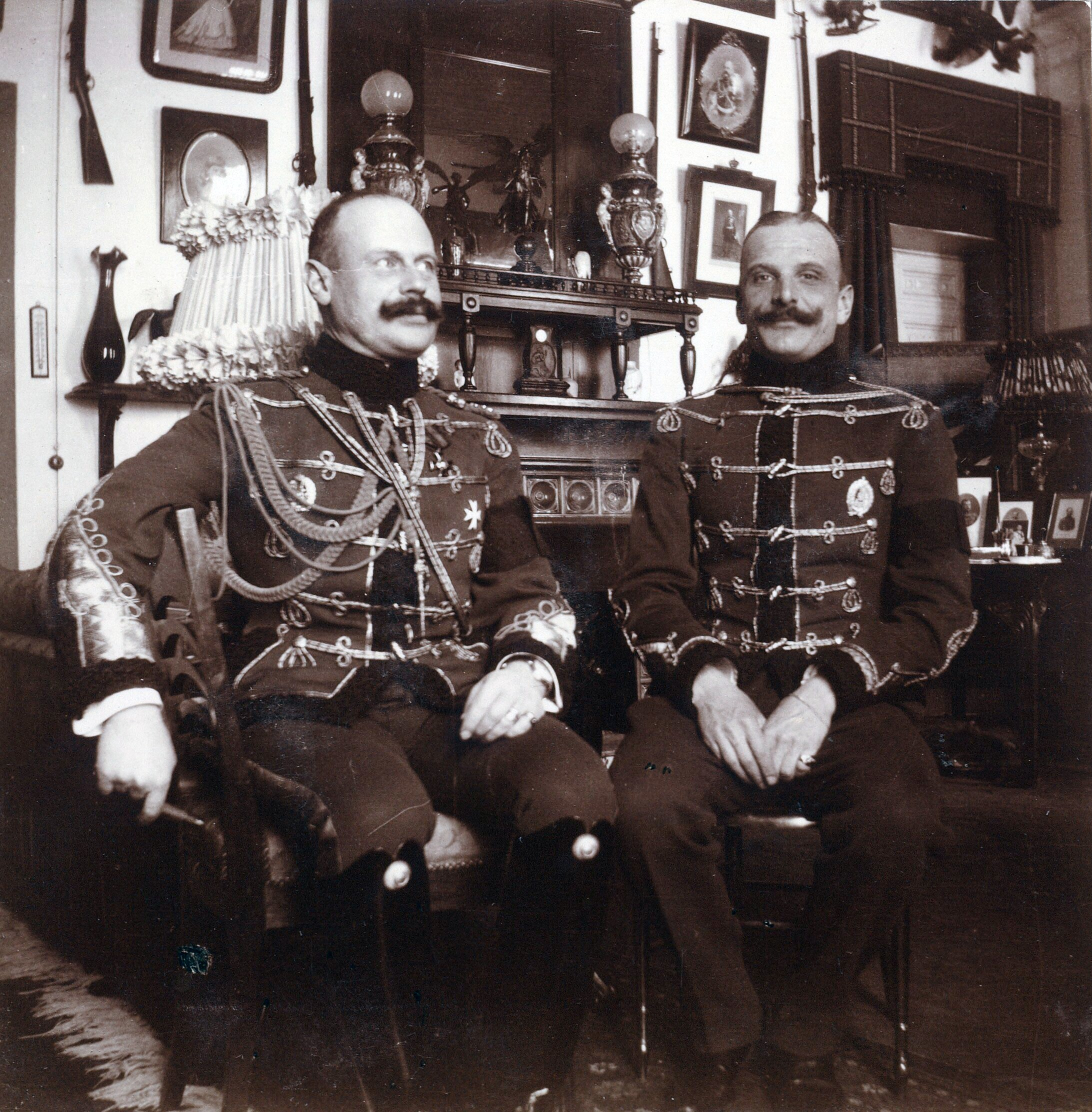
Генерал В. Н. Воейков и ротмистр Н. А. Соллогуб. Царское село, 1910 г.

- назначение флигель-адъютантом (1906)
- орден Св. Владимира 4 ст. (1909)
- чин генерал-майора с зачислением в Свиту (1909)
- орден Св. Владимира 3 ст. (1911)
- орден Св. Станислава 1 ст. (1914)
- орден Св. Анны 1 ст. (06.05.1915)

Иностранные:
- австрийский орден Франца-Иосифа, кавалерский (рыцарский) крест (1891)
- ольденбургский орден Заслуг герцога Петра-Фридриха-Людвига, кавалерский (рыцарский) крест II кл. (1893)
- черногорский орден Князя Даниила I 4 ст. (1894)
- шведский орден Меча, кавалерский (рыцарский) крест II кл. (1895)
- датский орден Данеброг, кавалерский крест (1895)
- гессенский орден Филиппа Великодушного, кавалерский крест 1 кл. (1895)
- баденский орден Церингенского Льва, кавалерский (рыцарский) крест 1 кл. (1895)
- саксен-веймарский Орден Белого сокола, кавалерский крест (1895)
- саксен-альтенбургский орден Саксен-Эрнестианского Дома, кавалерский крест (1895)
- бухарский орден Золотой звезды 3 ст. (1896)
- французский орден «du Mérite agricole», офицерский крест (1896)
- французский орден Почётного легиона, кавалерский крест (1897)
- итальянский орден Короны, командорский крест (1903)
- шведский орден Меча, командорский крест II кл. (1903)
- испанский орден Изабеллы Католической (1909)
- испанский орден Военных заслуг 3 ст. (1910)
- саксонский орден Альбрехта, большой крест (1914)

## Киновоплощения
- 1971 — «Николай и Александра», США. В роли Владимира Воейкова — Джон Форбс-Робертсон
- 2000 — «Романовы. Венценосная семья», Россия. В роли Владимира Воейкова — Вячеслав Богачёв
- 2014 — «Григорий Р.», Россия. В роли Владимира Воейкова — Михаил Елисеев